# Arquipélago Nordenskiöld
O  Arquipélago de Nordenskiöld ou Nordenskjold (em russo:   Архипелаг Норденшельда; ou Arkhipelag Nordenshel'da) é um grande e complexo arquipélago desabitado, localizado no ártico siberiano, na região oriental do mar de Kara. O seu limite oriental está 120 km a oeste da península de Taymyr. 
Administrativamente, todas as ilhas do arquipélago pertencem ao Krai de Krasnoyarsk da Federação Russa.
O arquipélago de Nordenskiöld estende-se por quase 100 km de oeste a leste, ao longo da região costeira do mar de Kara, frente às margens siberianas numa zona onde há outras grandes ilhas costeiras, como a (ilha de Taymyr e a ilha Nansen).

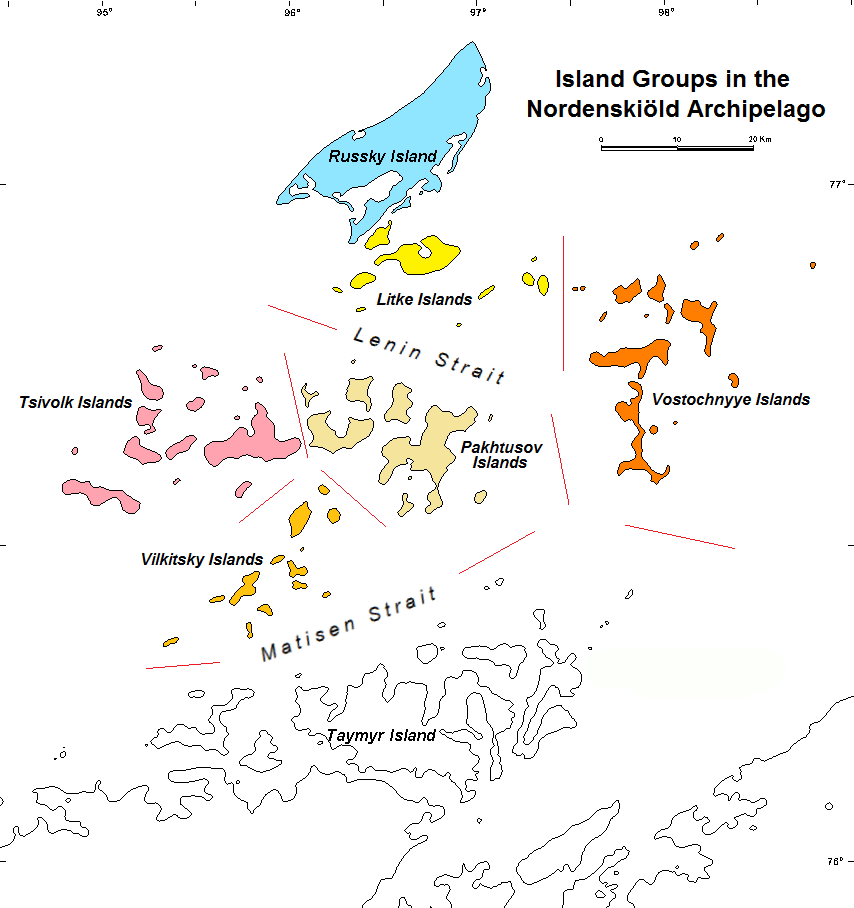
Grupos de ilhas do arquipélago

O arquipélago tem cerca de 90 ilhas, frias, castigadas pelo vento e desoladas. São ilhas pouco montanhosas (o ponto mais alto de todo o arquipélago tem 107 m, na ilha Tchabak) e são formadas principalmente por rochas ígneas que estão cobertas com vegetação de tundra. O clima no arquipélago é ártico e severo e as ilhas permanecem cobertas de neve de outubro a maio, com temperaturas muito baixas e frequentes tempestades de neve. O mar que rodeia o complexo grupo de ilhas está coberto por gelo permanente no inverno e fica obstruído por gelo mesmo durante o curto verão, que dura apenas uns dois meses num ano normal. Frequentemente, o nevoeiro e a chuva não deixam a temperatura subir, pelo que em alguns anos o gelo entre as ilhas não se derrete.
As ilhas principais são: Russkij, Ermolov, Petersen, Krasin, Bianki, Dobrinija Nikitič, Nord, Tyrtov. O arquipélago subdivide-se em cinco grupos principais, mais quatro ilhas isoladas e um grupo menor, Faz parte da Reserva natural do Grande Ártico desde 1993.
Não houve nenhuma presença humana em nenhuma das ilhas do arquipélago, com exceção de duas estações meteorológicas, uma permanente que operou na ilha Russki entre 1935 e 1999 e outra mais esporádica, na ilha Tyrtov (Tyrtova) (1940-1975). 
Este arquipélago foi descoberto por Nikifor Chekin, em 1740. Chekin acompanhava Semion Chelyuskin na Grande Expedição do Norte. Muitos anos depois o arquipélago receberia o nome do explorador ártico Adolf Erik Nordenskiöld, dado pelo explorador polar norueguês Fridtjof Nansen.